# 三党合意
三党合意（さんとうごうい）とは、2012年の野田内閣下において民主党、自由民主党、公明党の三党間において取り決められた、社会保障と税の一体改革に関する合意。2012年（平成24年）6月21日に三党の幹事長会談が行われ、三党合意を確約する「三党確認書」が、作成された。
かつての自民党政権においては、2007年の福田康夫内閣により社会保障国民会議が開催され、社会保障制度改革の提言が行われていた。ところが民主党マニフェストでは「現在の政策、支出を全て見直す」と公約され、政権交代が行われることで方針の変更が予想されていた。しかし本合意により野党自民党と公明党とで社会保障制度改革の方針のすり合わせが行われた。
合意に基づき第180回国会において、以下の8法案が2012年6月26日に衆議院で三党の賛成により可決、同年8月10日に参議院で可決成立した。
1. 社会保障の安定財源の確保等を図る税制の抜本的な改革を行うための消費税法の一部を改正する等の法律案[2]
2. 社会保障の安定財源の確保等を図る税制の抜本的な改革を行うための地方税法及び地方交付税法の一部を改正する法律案[3]
3. 子ども・子育て支援法案[4]
4. 子ども・子育て支援法及び就学前の子どもに関する教育、保育等の総合的な提供の推進に関する法律の一部を改正する法律の施行に伴う関係法律の整備等に関する法律案[4]
5. 公的年金制度の財政基盤及び最低保障機能の強化等のための国民年金法等の一部を改正する法律案
6. 被用者年金制度の一元化等を図るための厚生年金保険法等の一部を改正する法律案
7. 社会保障制度改革推進法案
8. 就学前の子どもに関する教育、保育等の総合的な提供の推進に関する法律の一部を改正する法律案[4][5]

法成立により、社会保障制度改革の提言は社会保障制度改革国民会議に委ねられた。その後、自民党への政権交代（第2次安倍内閣）においては新たに社会保障制度改革推進会議が設置され継承されている。

## 経緯

日本の社会的支出（兆円）。赤は年金、緑は医療、紫は福祉その他

三党合意は、社会保障と税の一体改革に関する三党間の合意である。同合意は、2012年（平成24年）3月30日に野田内閣 (第1次改造)が提出した消費税増税法案等の法案について三党が修正協議を行い、その結果をもって法案成立させるために行われた。同年6月初めから、社会保障分野と税制分野に分けて三党の実務者が断続的に協議を行い、同年6月15日には三党の実務者間で「社会保障・税一体改革に関する確認書」（社会保障・税一体改革に関する三党実務者間会合合意文書）が交わされた。同年6月21日には、民主党の輿石東民主党幹事長、自由民主党（自民党）の石原伸晃自由民主党幹事長、公明党の井上義久幹事長が合意文書を「誠実に実行」することなどについて合意し、「三党確認書」に署名した。

### 本文
三党合意を示した「三党確認書」の本文内容は以下の通り。
| 三党確認書 民主党、自由民主党及び公明党は、平成24年6月15日の社会保障・税一体改革に関する三党実務者間会合合意文書（以下「合意文書」という）を誠実に実行するものとし、以下を確認する。 1. 「合意文書」に基づき、社会保障制度改革推進法案及び認定子ども園法改正案を三党の議員立法で提出した。 2. 今後、総合子ども園法案を除く社会保障・税一体改革関連六法案につき、「合意文書」に基づき、議員修正を行う。 3. 総合子ども園法案を除く上記八法案につき、速やかに衆議院で採決し、今国会で成立を図ることとする。 平成24年6月21日 民主党 幹事長 輿石東 自由民主党 幹事長 石原伸晃 公明党 幹事長 井上義久 |

### 社会保障・税一体改革に関する三党実務者間会合合意文書
2012年（平成24年）6月15日に三党の実務者間によって合意した「社会保障・税一体改革に関する三党実務者間会合合意文書」は、「社会保障・税一体改革に関する確認書（社会保障部分）」及び「別紙」、「確認書」、「税関係協議結果」の各文書から成り、まとめて合意文書とも呼ばれる。

### 社会保障・税一体改革に関する確認書（社会保障部分）
社会保障・税一体改革に関する確認書（社会保障部分）の冒頭内容は、三党の実務者間会合で合意したことを記載している。また、別紙には、「社会保障制度改革推進法案を速やかにとりまとめて提出し、社会保障・税一体改革関連法案とともに今国会での成立を図る」こと、および、「政府提出の社会保障改革関連5法案については、以下の通り修正等を行い、今国会での成立を図る」ことを記載している。関連5法案とは、子育て関連の3法案および年金関連の2法案のことである。また、「社会保障制度改革推進法案骨子」が別添されている。
確認書（三党実務者確認書）の内容は以下の通り。
| 確認書 別添の「社会保障・税一体改革に関する確認書」に加え、以下を確認する。 1. 今後の公的年金制度、今後の高齢者医療制度にかかる改革については、あらかじめその内容等について三党間で合意に向けて協議する。 2. 低所得高齢者・障害者等への福祉的な給付に係る法案は、消費税率引上げまでに成立させる。 3. 交付国債関連の規定は削除する。交付国債に代わる基礎年金国庫負担の財源については、別途、政府が所要の法的措置を講ずる。 平成24年6月15日 民主党 自由民主党 公明党 |

### 税関係協議結果
「税関係協議結果」には、政府提出の税制抜本改革2法案の修正・合意内容が記載され、「今国会中の成立を図ることとする」と定めている。
主な事項は、所得税について最高税率の引上げなど累進制の強化に関する項目の削除、資産課税の見直しに係る規定の削除、低所得者に配慮した施策等の検討、いわゆる「景気弾力条項」の解釈指針などである。

### その後
衆議院にて本法案が可決されたことを受け、民主党ではこれに反対した小沢グループの除籍、鳩山グループの党員資格停止が行われた。小沢グループは新党国民の生活が第一を結成した。
また民主党と連立を組む国民新党では本法案を理由に連立離脱を表明したが、しかし亀井静香代表および亀井亜紀子政調会長が党内で解任され、同党は連立にとどまった。その後、亀井静香と亀井亜紀子は離党した。国民新党の離党者は、新党みどりの風を結成した。

## 社会保障の安定財源の確保等を図る税制の抜本的な改革を行うための消費税法の一部を改正する等の法律
本法は以下の改定を行うものである。
- 消費税の改定 - 地方税と合わせて5%から8%
- 所得税の改定 - 最高税率の引上げ
- 相続税の改定 - 基礎控除の引下げ
- 贈与税の改定

従来5％の消費税率（国及び地方を含む）を、2014年（平成26年）4月1日から8％、2015年（平成27年）10月1日から10％とすることが定められている。ただし、1の法案の附則第18条には消費税率の引上げに当たっての措置が定められ、1項には「平成23年度から平成32年度までの平均において名目の経済成長率で3パーセント程度かつ実質の経済成長率で2パーセント程度」という具体的な経済成長率の目標値を定めるとともに、同条3項で「経済状況等を総合的に勘案した上で、その施行の停止を含め所要の措置を講ずる。」と定められた（いわゆる景気弾力条項）。同条の解釈については幅があるため、三党合意により、「第1項の数値は、政策努力の目標を示すものであること。」、「消費税率（国・地方）の引上げの実施は、その時の政権が判断すること。」、「消費税率の引上げにあたっては、社会保障と税の一体改革を行うため、社会保障制度改革国民会議の議を経た社会保障制度改革を総合的かつ集中的に推進すること」、経済の成長等に向けた施策の検討を求める規定を定めることなどが確認された。

### 景気弾力条項
景気弾力条項とは、「社会保障の安定財源の確保等を図る税制の抜本的な改革を行うための消費税法等の一部を改正する等の法律案」の附則18条のことである。なお、以下の内容は、三党合意による修正を経た後の法文である。
合意文書の「税関係協議結果」に示された同条の解釈は、以下の通りである（文中の「(*)」は、法改正に係るものを意味する。）。

### 税制に関する抜本的な改革及び関連する諸施策に関する措置
以上の税率改定のほか、次に定める基本的方向性によりそれらの具体化に向けてそれぞれ検討し、それぞれの結果に基づき速やかに必要な措置を講じなければならないとされている（第8条）。
- 一項イ　低所得者に配慮する観点から、行政手続における特定の個人を識別するための番号の利用等に関する法律による行政手続における特定の個人を識別するための番号の利用等に関する制度の本格的な稼動及び定着を前提に、関連する社会保障制度の見直し及び所得控除の抜本的な整理と併せて、総合合算制度、給付付き税額控除等の施策の導入について、所得の把握、資産の把握の問題、執行面での対応の可能性等を含め様々な角度から総合的に検討する。
- 八項　年金保険料の徴収体制強化等について、歳入庁その他の方策の有効性、課題等を幅広い観点から検討し、実施すること。

## 年金改革法案
被用者年金一元化、およびパートタイマーの厚生年金適用拡大の法案である。
- 公的年金制度の財政基盤及び最低保障機能の強化等のための国民年金法等の一部を改正する法律案[8]
- 被用者年金制度の一元化等を図るための厚生年金保険法等の一部を改正する法律案[8]

## 社会保障制度改革推進法
三党合意によって社会保障制度改革推進法が成立し、今後の社会保障制度の基本理念が定められた。
具体的な個別政策については以下と定められた。
- 年金記録の不備に起因する問題への対処、およびマイナンバー制度の早期導入を行う（第5条2）。
- 健康の維持増進、疾病の予防及び早期発見等を積極的に促進するとともに、医療従事者、医療施設等の確保及び有効活用等を図ることにより、国民負担の増大を抑制しつつ必要な医療を確保する（第6条1）。
- 医療保険制度については、財政基盤の安定化、保険料に係る国民の負担に関する公平の確保、保険給付の対象となる療養の範囲の適正化等を図る（第6条2）。
- 医療の在り方については、個人の尊厳が重んぜられ、患者の意思がより尊重されるよう必要な見直しを行い、特に人生の最終段階（ターミナルケア）を穏やかに過ごすことができる環境を整備する（第6条3）。
- 介護保険制度は、サービス範囲の適正化等により効率化及び重点化を図るとともに、低所得者をはじめとする国民の保険料に係る負担の増大を抑制しつつ必要な介護サービスを確保する（第7条）。
- 少子化対策は、単に子ども及び子どもの保護者に対する支援にとどまらず、就労、結婚、出産、育児等の各段階に応じた支援を幅広く行い、子育てに伴う喜びを実感できる社会を実現するため、待機児童に関する問題を解消するための即効性のある施策等の推進に向けて、必要な法制上又は財政上の措置その他の措置を講ずる（第8条）。

### 社会保障制度改革国民会議
三党合意により成立した社会保障制度改革推進法を根拠として、野田内閣は社会保障制度改革国民会議（しゃかいほしょうせいどかいかくこくみんかいぎ）を設置した。この会議は施行から1年を越えない範囲の2013年8月21日までに会議としての結論を得て、その後会議の設置は解かれる（13条）。課された議題は、今後の公的年金制度（第5条1）、および高齢者医療制度（第7条4）である。
2012年11月27日、委員15人を発表した。会長は清家篤。初回の会合は2012年11月30日に開かれた。2013年8月6日、安倍晋三内閣総理大臣に最終報告書を提出。
委員は次の通り
- 伊藤元重
- 遠藤久夫 - 会長代理
- 大島伸一[注 2]
- 大日向雅美
- 権丈善一
- 駒村康平
- 榊原智子[注 3]
- 神野直彦
- 清家篤 - 会長
- 永井良三[注 4]
- 西沢和彦
- 増田寛也
- 宮武剛[注 5]
- 宮本太郎
- 山崎泰彦[注 6]

報告書では、全世代型の社会保障の方針が以下に示された。

少子高齢化の進行と現役世代の雇用環境が変化する中で、これまでの日本の社会保障の特徴であった現役世代への給付が少なく、給付は高齢世代中心、負担は現役世代中心という構造を見直して、給付・負担の両面で世代間・世代内の公平が確保された制度とすることが求められる。

（略） こうした観点から、若い人々も含め、すべての世代に安心感と納得感の得られる全世代型の社会保障に転換することを目指し、子ども・子育て支援など、若い人々の希望につながる投資を積極的に行うことが必要である。こうした取組を通じて、若い人々の負担感ができる限り高まることのないようにすることが重要である。
—社会保障制度改革国民会議 報告書 （2013年）